# Restriction
Restriction – dziesiąty album londyńskiego zespołu Archive. Wydany 12 stycznia 2015 roku w trzech edycjach - standardowej, do zakupienia na iTunes oraz limitowana francuska edycja FNAC.

## Lista Utworów

### Edycja standardowa
1. "Feel It" - 3:17
2. "Restriction" - 4:00
3. "Kid Corner" - 3:39
4. "End Of Our Days" - 4:52
5. "Third Quarter Storm" - 5:26
6. "Half Built Houses" - 3:31
7. "Riding In Squares" - 6:34
8. "Ruination" - 3:52
9. "Crushed" - 5:55
10. "Black & Blue" - 3:44
11. "Greater Goodbye" - 6:08
12. "Ladders" - 5:03

### Edycja iTunes
1. "Feel It" - 3:17
2. "Restriction" - 4:00
3. "Kid Corner" - 3:39
4. "End Of Our Days" - 4:52
5. "Third Quarter Storm" - 5:26
6. "Half Built Houses" - 3:31
7. "Riding In Squares" - 6:34
8. "Ruination" - 3:52
9. "Crushed" - 5:55
10. "Black & Blue" - 3:44
11. "Greater Goodbye" - 6:08
12. "Ladders" - 5:03
13. "All the Time" - 2:46

### Limitowana edycja francuska FNAC
1. "Feel It" - 3:17
2. "Restriction" - 4:00
3. "Kid Corner" - 3:39
4. "End Of Our Days" - 4:52
5. "Third Quarter Storm" - 5:26
6. "Half Built Houses" - 3:31
7. "Riding In Squares" - 6:34
8. "Ruination" - 3:52
9. "Crushed" - 5:55
10. "Black & Blue" - 3:44
11. "Greater Goodbye" - 6:08
12. "Ladders" - 5:03
13. "Virtue" - 3:32
14. "Routine" - 3:56